# ビリー・スミス
ビリー・スミス（Billy Smith、1871年5月15日 - 1937年10月14日）は、カナダの元プロボクサー。ノバスコシア州ディグビー郡リトル・リバー出身。アイルランド系。一般に初代世界ウェルター級チャンピオンとされる。一種謎めいた奇人だったらしく、“ミステリアス”の異名があった。本名はビリー・エイモス・スミス (Billy Amos Smith)。

## 略歴
1892年12月14日、ダニー・ニーダムを14回KOで破り、初代世界ウェルター級チャンピオンと認められる。1894年7月26日、2度目の防衛戦でトミー・ライアンに判定負けで王座を奪われたが、ライアンから王座を奪取したキッド・マッコイが王座を返上したため、戦わずして第4代王者と認められる。3度の防衛に成功したが、1900年1月15日、ジム・ファーンズに21回反則負けで王座から陥落した。
なお、生涯に喫した敗北19のうち11は反則負けである。

## 通算戦績
85戦32勝(22KO)22敗26引分け5無判定